# 沿ドニエストル共和国の国章
沿ドニエストル共和国の国章（えんドニエストルきようわこくのこくしょう）は、モルドバ東部の未承認国家である沿ドニエストル共和国の国章である。
この国章はモルダビア・ソビエト社会主義共和国の国章を修正して作られたものである。モルダビア・ソビエト社会主義共和国の国章は、1991年、ソビエト連邦崩壊に伴い独立したモルドバ政府によって廃止されていた。
モルダビア・ソビエト社会主義共和国の国章からの主な変更点は赤い横断幕に書かれている文字である。モルダビア・ソビエト社会主義共和国の国章には、国名の略称である「РССМ」が大きく書かれているが、沿ドニエストル共和国の国章にはモルドバ語、ロシア語およびウクライナ語で「沿ドニエストル・モルドバ共和国」と書かれている。モルドバ語では “Република Молдовеняскэ Нистрянэ” 、ロシア語では “Приднестровская Молдавская Республика” 、ウクライナ語では “Придністровська Молдавська Республіка” と表記される。

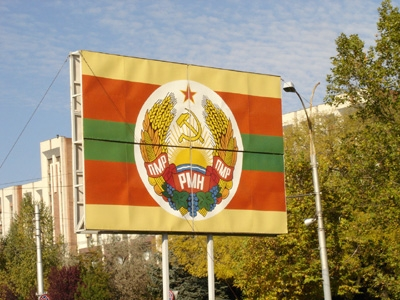
民間用旗に重ねて描かれている国章